# Ран Лори
Уилям Джордж Раналд Мъндъл Лори (на английски: William George Ranald Mundell Laurie) (4 май 1915 г. – 19 септември 1998 г.), познат като Ран Лори, е британски спортист, шампион по гребане и олимпийски златен медалист.
По професия е лекар. По-малкият му син е известният актьор Хю Лори.